# Ключ 117
Ключ 117 (трад. и упр. 立) — ключ Канси со значением «стоять»; один из 23, состоящих из пяти штрихов.
В словаре Канси есть 101 символов (из 49 030), которые можно найти c этим радикалом.

## История
Древняя идеограмма изображала твердо стоящего на ногах человека.
Современный иероглиф имеет множество значений: «неподвижный, подниматься, вертикальный», «вставать на ноги, становиться самостоятельным», «начинаться, быть основанным, учрежденный», «получать назначение, вступать на пост, определяться на службу» и др.
В качестве ключевого знака иероглиф используется часто. Это сильный ключ.

Вид в Цзиньвэнь
Вид в Цзягувэнь
Вид в малой печати Чжуаньшу

В словарях находится под номером 117.

## Примеры иероглифов
| Доп. штрихи | Иероглифы               |
| ----------- | ----------------------- |
| 0           | 立                      |
| 2           | 竌 竍                   |
| 3           | 竎 竏                   |
| 4           | 竐 竑 竒 竓 竔 竕 竖 竗 |
| 5           | 竘 站 竚 竛 竜 竝 竞    |
| 6           | 竟 章 竡                |
| 7           | 竢 竣 竤 童 竦 竧       |
| 8           | 竨 竩 竪 竫             |
| 9           | 竬 竭 竮 端 竰          |
| 11          | 竱                      |
| 12          | 竲 竳 竴                |
| 13          | 竵                      |
| 15          | 競 竷                   |
| 17          | 竸                      |

- Примечание: Ваш браузер может отображать иероглифы неправильно.